# Las Batuecas-Sierra de Francia
Las Batuecas-Sierra de Francia este o arie protejată (arie specială de conservare — SAC, sit de importanță comunitară — SCI) din Spania întinsă pe o suprafață de 31.786,33 ha, integral pe uscat.

## Localizare
Centrul sitului Las Batuecas-Sierra de Francia este situat la coordonatele 40°28′39″N 6°07′12″W / 40.4775°N 6.12°V.

## Înființare
Situl Las Batuecas-Sierra de Francia a fost declarat sit de importanță comunitară în ianuarie 1998 pentru a proteja 4 specii de plante și 25 de specii de animale. Situl a fost protejat și ca arie specială de conservare în septembrie 2015.

## Biodiversitate
Situată în ecoregiunea mediteraneană, aria protejată conține 26 de habitate naturale: Păduri de Castanea sativa, Păduri mediteraneene de Taxus baccata, Lacuri și iazuri distrofice naturale, Păduri de Quercus ilex și Quercus rotundifolia, Pante stâncoase silicioase cu vegetație casmofită, Roci stâncoase cu vegetație pionieră de Sedo-Scleranthion sau Sedo albi-Veronicion dillenii, Pajiști uscate europene, Păduri de Quercus suber, Păduri de pin mediteraneene cu pini mezogeni endemici, Formațiuni montane de Cytisus purgans, Pajiști umede atlantice temperate cu Erica ciliaris și Erica tetralix, Păduri de stejar galițio-portugheze cu Quercus robur și Quercus pyrenaica, Cursuri de apă de la nivel de câmpie la nivel montan, cu vegetație Ranunculion fluitantis și Callitricho-Batrachion, Liziere de ierburi înalte hidrofile de câmpie și de nivel montan până la alpin, Păduri aluvionare cu Alnus glutinosa și Fraxinus excelsior (Alno-Padion, Alnion incanae, Salicion albae), Depresiuni pe substraturi de turbă de Rhynchosporion, Grohotișuri termofile și vest-mediteraneene, Lacuri eutrofice naturale cu vegetație de tip Magnopotamion sau Hydrocharition, Lande oro-mediteraneene cu formațiuni endemice de grozamă, Pajiști cu Molinia pe soluri calcaroase, turboase sau argilos-nămoloase (Molinion caeruleae), Râuri cu maluri nămoloase cu vegetație de Chenopodion rubri p.p. și Bidention p.p., Iazuri temporare mediteraneene, Mlaștini turboase de tranziție și turbării mișcătoare, Matorral arborescenți cu Juniperus spp., Pseudostepă cu ierburi și specii anuale de Thero-Brachypodietea, Pajiști oro-iberice cu Festuca indigesta.
La baza desemnării sitului se află mai multe specii protejate:
- plante (4): Bruchia vogesiaca, Festuca elegans, Narcissus asturiensis, Veronica micrantha
- amfibieni (1): Discoglossus galganoi
- mamifere (9): liliac cârn (Barbastella barbastellus), lupul (Canis lupus), Galemys pyrenaicus, vidră de râu (Lutra lutra), râs iberic (Lynx pardinus), Microtus cabrerae, liliac cu aripi lungi (Miniopterus schreibersii), liliacul mediteranean cu potcoavă (Rhinolophus euryale), liliacul mare cu potcoavă (Rhinolophus ferrumequinum)
- nevertebrate (5): croitorul mare al stejarului (Cerambyx cerdo), fluturele auriu (Euphydryas aurinia), Euplagia quadripunctaria, rădașcă (Lucanus cervus), Oxygastra curtisii
- pești (6): Achondrostoma arcasii, Cobitis paludica, Cobitis vettonica, Pseudochondrostoma duriense, Pseudochondrostoma polylepis, Rutilus alburnoides
- reptile (4): țestoasa de baltă (Emys orbicularis), Iberolacerta monticola, Lacerta schreiberi, Mauremys leprosa

Pe lângă speciile protejate, pe teritoriul sitului au mai fost identificate 20 de specii de plante, 11 specii de amfibieni, 14 specii de mamifere, 4 specii de nevertebrate, 3 specii de pești, 5 specii de reptile.